# Saint-Étienne-du-Gué-de-l’Isle
Saint-Étienne-du-Gué-de-l’Isle település Franciaországban, Côtes-d’Armor megyében. Lakosainak száma 372 fő (2022. január 1.). Saint-Étienne-du-Gué-de-l’Isle Bréhan és Plumieux községekkel határos.

## Népesség
A település népessége az elmúlt években az alábbi módon változott:
| Lakosok száma | 507  | 452  | 417  | 397  | 380  | 363  | 356  | 351  | 358  | 372  |
|               | 1968 | 1982 | 1990 | 2006 | 2013 | 2015 | 2017 | 2019 | 2020 | 2022 |